# German Valley
German Valley es una villa ubicada en el condado de Stephenson en el estado estadounidense de Illinois. En el Censo de 2010 tenía una población de 463 habitantes y una densidad poblacional de 370,11 personas por km².

## Geografía
German Valley se encuentra ubicada en las coordenadas 42°12′51″N 89°29′5″O / 42.21417, -89.48472. Según la Oficina del Censo de los Estados Unidos, German Valley tiene una superficie total de 1.25 km², de la cual 1.25 km² corresponden a tierra firme y (0%) 0 km² es agua.

## Demografía
Según el censo de 2010, había 463 personas residiendo en German Valley. La densidad de población era de 370,11 hab./km². De los 463 habitantes, German Valley estaba compuesto por el 99.14% blancos, el 0.22% eran afroamericanos, el 0% eran amerindios, el 0.22% eran asiáticos, el 0% eran isleños del Pacífico, el 0% eran de otras razas y el 0.43% pertenecían a dos o más razas. Del total de la población el 1.08% eran hispanos o latinos de cualquier raza.